# Gregor Gysi
Gregor Florian Gysi [ˈɡiːzi], född 16 januari 1948 i Berlin, är en tysk advokat och nyckelperson inom det tyska Vänsterpartiet. Han spelade en betydelsefull roll under slutet av kommuniststyret i Östtyskland 1989 och var huvudfigur i det sedermera återbildade Partiet för demokratisk socialism (PDS). Gysi är ledamot av den tyska Förbundsdagen och representerar valkretsen Berlin-Treptow-Köpenick.

## Biografi

### Familjebakgrund
Gregor Gysis anmoder härstammade från den ryska högadeln. Gysi härstammar från en judisk släkt. Hans fader Klaus Gysi gick 1931 med i KPD och arbetade efter andra världskriget i DDR som diplomat, kulturminister och statssekreterare. Hans moder Irene Gysis broder, Gottfried Lessing, var från 1945 till 1949 gift med författarinnan Doris Lessing, som därmed är Gregor Gysis moster. Skådespelerskan Gabriele Gysi är hans syster. Gysi är gift med juristen och politikern Andrea Gysi.

### Karriär
Gysis politiska karriär började i det då av Socialistiska enhetspartiet (SED) styrda Östtyskland 1967, då han anslöts till partiet. År 1971 blev han auktoriserad advokat, och på 1970- och 1980-talen försvarade han flera dissidenter, inklusive Rudolf Bahro, Robert Havemann, Ulrike Poppe och Bärbel Bohley.
Utöver det juridiska försvarandet av dissidenter, framträdde Gysi som en av Östtysklands ledande Gorbatjov-inspirerade reformanhängare inom SED, i synnerhet mot slutet av 1980-talet. År 1989 lade han och en grupp jurister fram ett motförslag till regeringens reselag, som skulle tillåta offentliga massdemonstrationer. Detta ledde till en sammankomst den 4 november där han talade och begärde diverse reformer, inklusive fria val. I december 1989 blev han medlem i en särskild partikommitté som undersökte officiell korruption och maktmissbruk.
Han såg sig själv som en reformivrare och ledde omvandlingen av SED till ett mer demokratiskt socialistiskt parti, vilket inbegrep att alla reformmotståndare raskt avgick ur partiledningen. Inledningsvis fick partiet det nya namnet Socialistiska enhetspartiet – Partiet för demokratisk socialism (SED-PDS), som sedan blev bara Partiet för demokratisk socialism (PDS). Gysi var partiordförande från 1990, och valdes i mars 1990 till Volkskammer, i det första fria valet till den församlingen, vari han var verksam till dess att det upplöstes vid Tysklands återförening den 3 oktober 1990. I de första allmänna tyska valet efter återföreningen, valdes han in i Förbundsdagen, där han satt till år 2000. Han var partiordförande i PDS till 1998, och från 1998 till 2000 var han verksam som ordförande i partiets förbundsdagsgrupp.
1992 anklagades han för att ha varit en ”inofficiell medarbetare” eller informatör åt Östtysklands ministerium för statssäkerhet (det ökända Stasi). Han nekade till anklagelserna och ärendet lades i stort sett ned på grund av hans parlamentariska immunitet. 1995 dömde Hamburgs regionala domstol till Gysis favör emot Bärbel Bohley, Gysis förutvarande klient, som hade anklagat honom för att vara stasikollaboratör. Anklagelserna kom emellertid fram på nytt 1996, och denna gång röstade Förbundsdagen för att upphäva hans immunitet och genomföra en undersökning. Under 1998 drog Förbundsdagens immunitetsutskott slutsatsen att Gysi hade samarbetat med Stasi från 1978 till 1989 under namnet IM Notar och gav honom en bot på 8 000 D-mark. Dock ifrågasatte både FDP och hans eget PDS utslaget, och Gysi överklagade resultatet. Trots affären behöll han sitt plats i Förbundsdagen i 1998 års val.
År 2000 avgick han som PDS:s partigruppsordförande, men fortsatte vara aktiv partimedlem. Efter att en koalition mellan PDS och det mer moderata Socialdemokratiska partiet (SPD) segrat i Berlins lokalval 2001, valdes han till senator för ekonomi, arbete och kvinnofrågor samt till vice borgmästare. Han betonade praktiska frågor och förespråkade återinrättande av en del av vad han ser som bättre sidorna i det östtyska systemet, såsom utökad barnomsorgstid och längre skoldagar. Efter en skandal, som inbegrep den flygbonus som han hade samlat på sig under resor han gjort som förbundsdagsledamot, avgick han den 31 juli 2002 från Berlins regering. Avgången var ett slag mot den offentliga bilden av honom som handlingskraftig, men han har i viss utsträckning hämtat sig i kölvattnet efter den stigande allmänna opinionen mot flera av den federala regeringens nya inriktningsbeslut, till exempel sänkningen av arbetslöshetsersättningen, vilket han bestämt motsätter sig.
I många människors ögon var Gysi alltjämt PDS:s oomtvistade frontperson och han fortsatte att framträda offentligt. I maj 2005, när förbundskansler Gerhard Schröder tillkännagav planerna på att hålla ett förtida val i september, förde flera framstående PDS-ledare inklusive ordförande Lothar Bisky fram Gysi som partiets toppkandidat. Som PDS:s förstakandidat vann han valet till Förbundsdagen i en Berlinvalkrets. PDS deltog i valet i samarbete med det västtyska Valalternativet för arbete och social rättvisa (WASG), under det nya namnet ”Linkspartei”, Vänsterpartiet, varvid Gysi stundom delade plattform med WASG-ledaren Oskar Lafontaine, före detta finansminister och partiledare i SPD.

## Bildgalleri

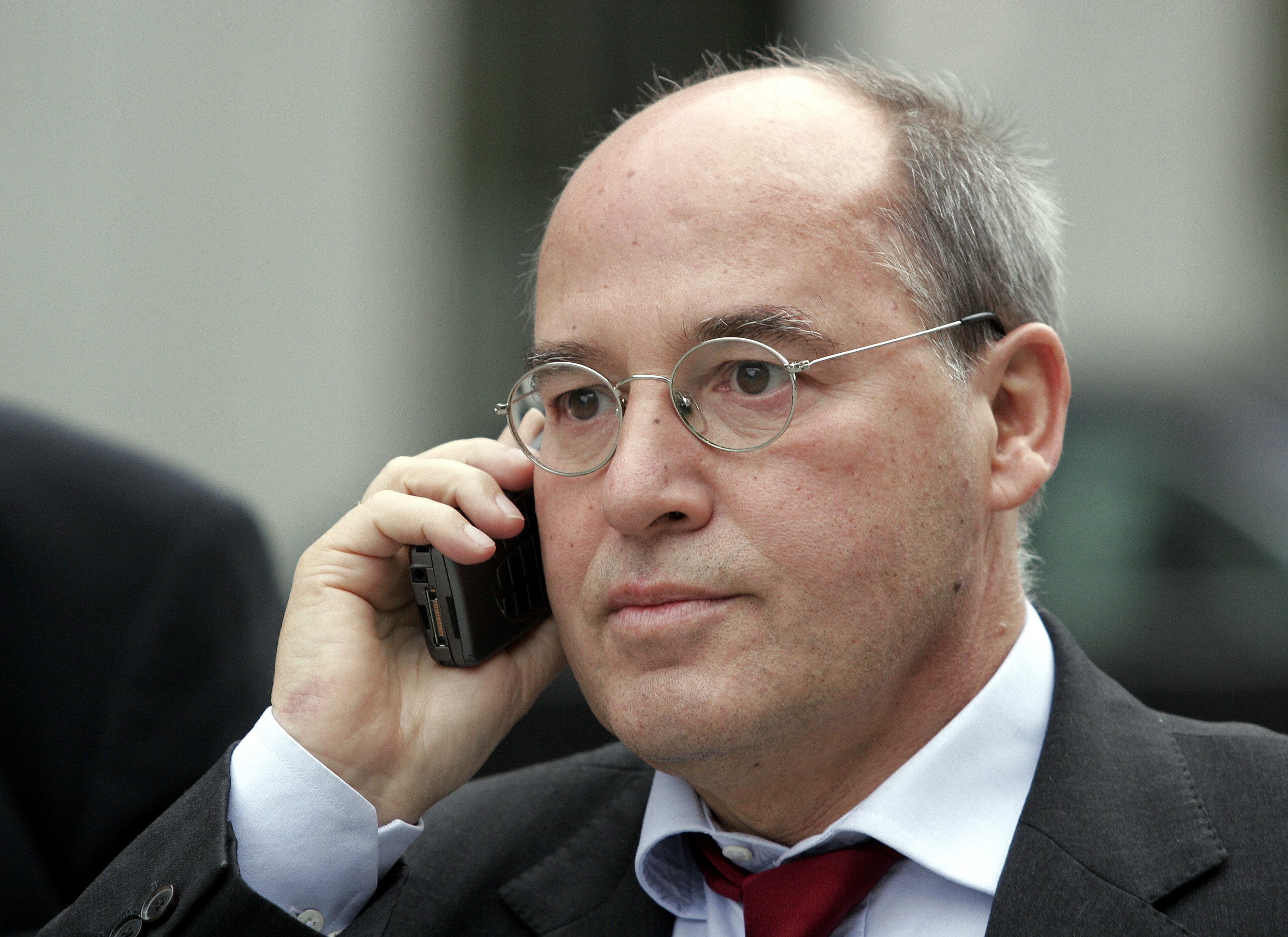
Gregor Gysi
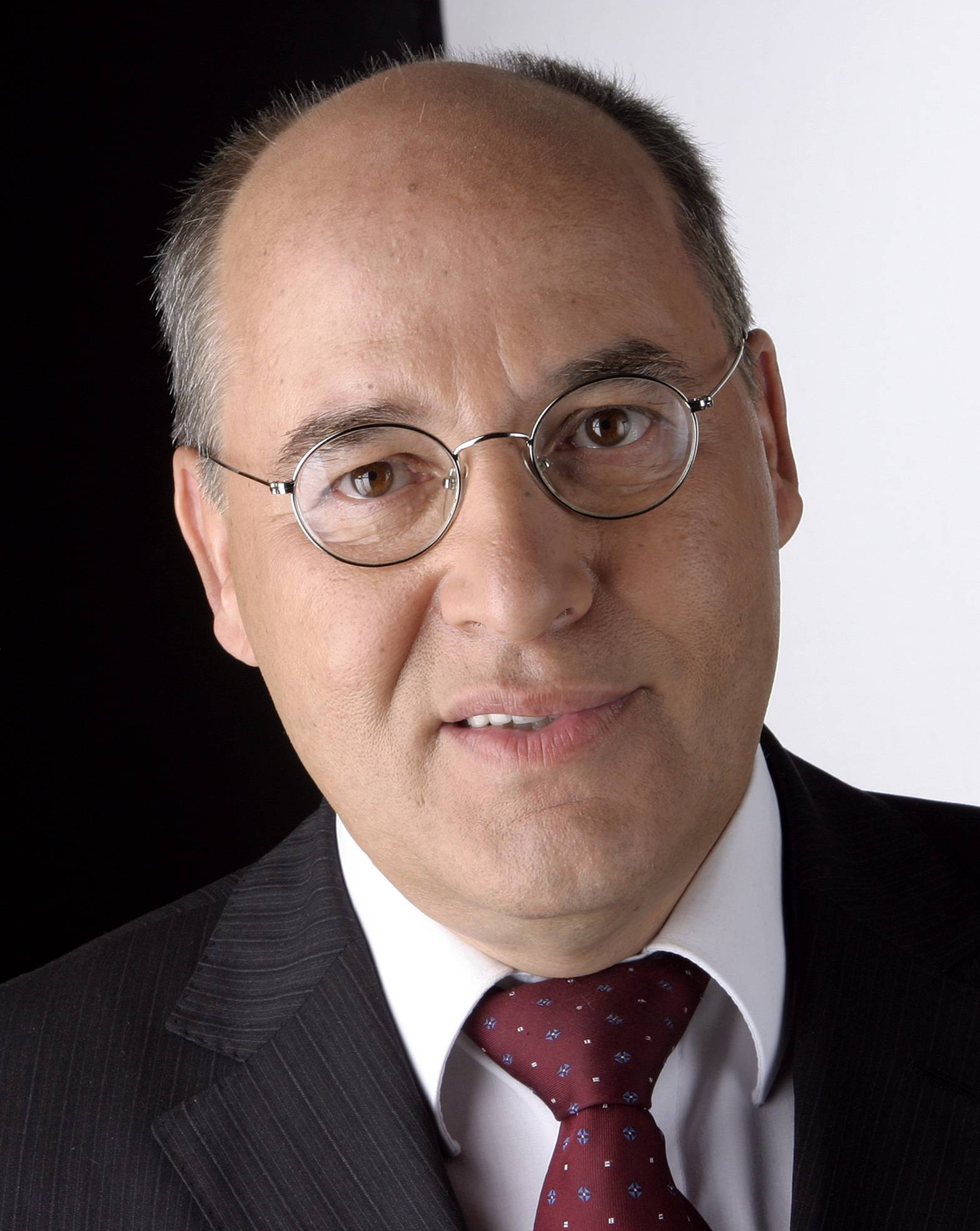
Gregor Gysi
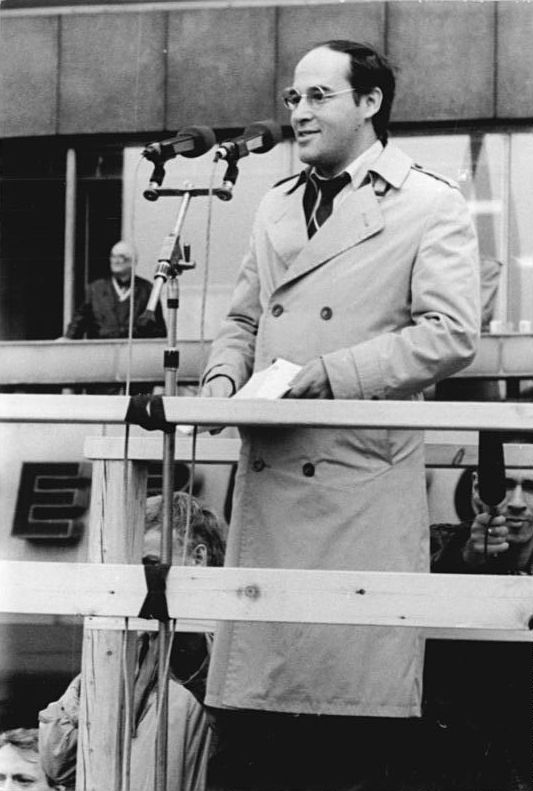
Gregor Gysi (november 1989)